# Stilobezzia thomsenae
Stilobezzia thomsenae är en tvåvingeart som beskrevs av Wirth 1953. Stilobezzia thomsenae ingår i släktet Stilobezzia och familjen svidknott. Inga underarter finns listade i Catalogue of Life.